# Warcraft III: Reign of Chaos
Warcraft III: Reign of Chaos er et real-time strategy computerspil lavet af Blizzard i 2002. En udvidelse til spillet blev udgivet i 2003, Warcraft III: The Frozen Throne.

## Spillestil
Warcraft III er et real-time strategy spil, som går ud på, at man skal besejre modstanderens base. Dette er der mange strategier til at nå. En ny ting i Warcraft III i forhold til Warcraft II er Helte (Heroes), der er en ny specialfigur, som man kun kan have en af pr. spiller, men ved opgraderinger af hovedbasen (startbygningen) kan man få 2 til. Disse helte kan gå fra niveau 1 til 10. Der er 3 helte pr. race. Da helte ikke kun går ud på at være den stærkeste har de også 3 almindelige magier og en ultimativ. Ingen helte er ens i magier.
I Warcraft III er der introduceret to helt nye racer: The Undead Scourge (zombier) og Night Elves (Natelvere), så der i alt er fire racer. Hver race har fordele og ulemper. Med spillet følger programmet World Editor der muliggøre at man kan fremstille sine egne baner.

## Historien
I spillets Campaign del følger man i starten Arthas, kongens søn, som er under oplæring som Paladin. Menneskene er stadig i krig mod Orkerne, men det går snart op for begge racer, at de har andre fjender end hinanden. De må nu samarbejde for at redde deres verden fra The Burning Legion!
Men ikke alt går som planlagt. Arthas kæmper hårdt mod The Burning Legion. Så hårdt at han til sidst opgiver sin sjæl for at dræbe Malganis (En af The Burning Legions generaler). Dette viser sig at være Arthas' endeligt, han bliver opslugt af had og dræber sin far. Han overtager menneskenes land og giver det direkte til The Burning Legion.
Det ser nu sort ud. Men i al hemmelighed har Jaina Proudmore, en ung troldkvinde, ledt de mennesker der troede på den profeti, der var blevet forudsagt for lang tid siden af en beskytter af Azeroth, kaldet Medivh. Her finder de snart Orkernes leder Thrall. Efter råd fra den mystiske budbringer Medivh bliver de venner og står nu sammen om at udrydde denne trudsel. Men det går ikke godt.
I sidste sekund, når alt håb er udtømt dukker de fantastiske natelvere ud af skoven og hjælper med at redde verdens Livs Træ fra den frygtelige demon Archimonde, som er leder af invasionen imod Azeroth.

### Personer

#### Illidan
Illidan Stormrage er en dæmonisk natelver.

#### Blademaster
Blademaster er en hero i Warcraft 3. Samuro kan blive brugt til at give dine modstandere det velkendte Thrallmar syndrom. Samuro taktikken går ud på at dræbe din modstanders arbejdere og blive usynlig igen, til at modstanderen laver flere arbejdere.

### Arch Mage
Arch Mage  er både en hero i Warcarft III og en af heltene i den store krig (Campaign). Han er en af de største af dem alle han er menneske, Han er en mage for kongen og en af dem der redder alle sammen. Af hans magier kan han lave et water elemental, Blizard, en aura der regenere mana og han kan teleporte med sin "hoved" magi.